# Vergeroux
Vergeroux est une commune du Sud-Ouest de la France située dans le département de la Charente-Maritime (région Nouvelle-Aquitaine). Ses habitants sont appelés les  Vergeroussois  et les  Vergeroussoises.
Commune de la banlieue nord-ouest de l'agglomération de Rochefort, Vergeroux doit son essor à la proximité immédiate de sa grande voisine.

## Géographie

### Données géographiques
La commune de Vergeroux est située dans la partie sud-ouest de la France, au centre de la côte atlantique dont elle est distante d'une dizaine de kilomètres à vol d'oiseau, faisant partie du « Midi atlantique ».
Commune fluviale et estuarienne, elle est longée uniquement sur sa rive droite par la Charente comme la ville voisine de Rochefort.
La commune de Vergeroux est située au nord-ouest de la ville de Rochefort et est accessible au nord par la D 137.
Vergeroux se situe à moins de 30 km au sud de La Rochelle. Elle est distante à vol d'oiseau de 408 km de Paris, 147 km de Nantes et 128 km de Bordeaux.
La commune de Vergeroux, principalement composée de deux villages, le Petit Vergeroux et le Grand Vergeroux, s'étend sur 550 ha, ce qui en fait la plus petite commune de l'agglomération de Rochefort.
Le Grand Vergeroux est la partie la plus urbanisée de la commune et par les différents lotissements qui ont poussé du fait de l'étalement urbain, le village est maintenant contigu à Breuil-Magné qui prolonge l'urbanisation vers le nord de l'agglomération. Cependant, depuis la fermeture de la Pyrotechnie en 1993, le Petit Vergeroux est devenu la banlieue immédiate de Rochefort, situé à seulement 3 km au nord-ouest.

### Communes limitrophes
| Saint-Laurent-de-la-Prée   |           | Breuil-Magné |
|                            | Vergeroux |              |
| Saint-Nazaire-sur-Charente |           | Rochefort    |

## Urbanisme

### Typologie
Au 1er janvier 2024, Vergeroux est catégorisée bourg rural, selon la nouvelle grille communale de densité à 7 niveaux définie par l'Insee en 2022.
Elle appartient à l'unité urbaine de Rochefort, une agglomération intra-départementale dont elle est une commune de la banlieue,. Par ailleurs la commune fait partie de l'aire d'attraction de La Rochelle, dont elle est une commune de la couronne,. Cette aire, qui regroupe 72 communes, est catégorisée dans les aires de 200 000 à moins de 700 000 habitants,.
La commune, bordée par l'estuaire de la Charente, est également une commune littorale au sens de la loi du 3 janvier 1986, dite loi littoral. Des dispositions spécifiques d’urbanisme s’y appliquent dès lors afin de préserver les espaces naturels, les sites, les paysages et l’équilibre écologique du littoral, tel le principe d'inconstructibilité, en dehors des espaces urbanisés, sur la bande littorale des 100 mètres, ou plus si le plan local d’urbanisme le prévoit.

### Occupation des sols
L'occupation des sols de la commune, telle qu'elle ressort de la base de données européenne d’occupation biophysique des sols Corine Land Cover (CLC), est marquée par l'importance des territoires agricoles (78,5 % en 2018), en diminution par rapport à 1990 (85,7 %). La répartition détaillée en 2018 est la suivante : 
terres arables (34,7 %), prairies (27,1 %), zones agricoles hétérogènes (16,7 %), zones urbanisées (14,2 %), eaux maritimes (4,7 %), eaux continentales (2,6 %). L'évolution de l’occupation des sols de la commune et de ses infrastructures peut être observée sur les différentes représentations cartographiques du territoire : la carte de Cassini (XVIIIe siècle), la carte d'état-major (1820-1866) et les cartes ou photos aériennes de l'IGN pour la période actuelle (1950 à aujourd'hui).

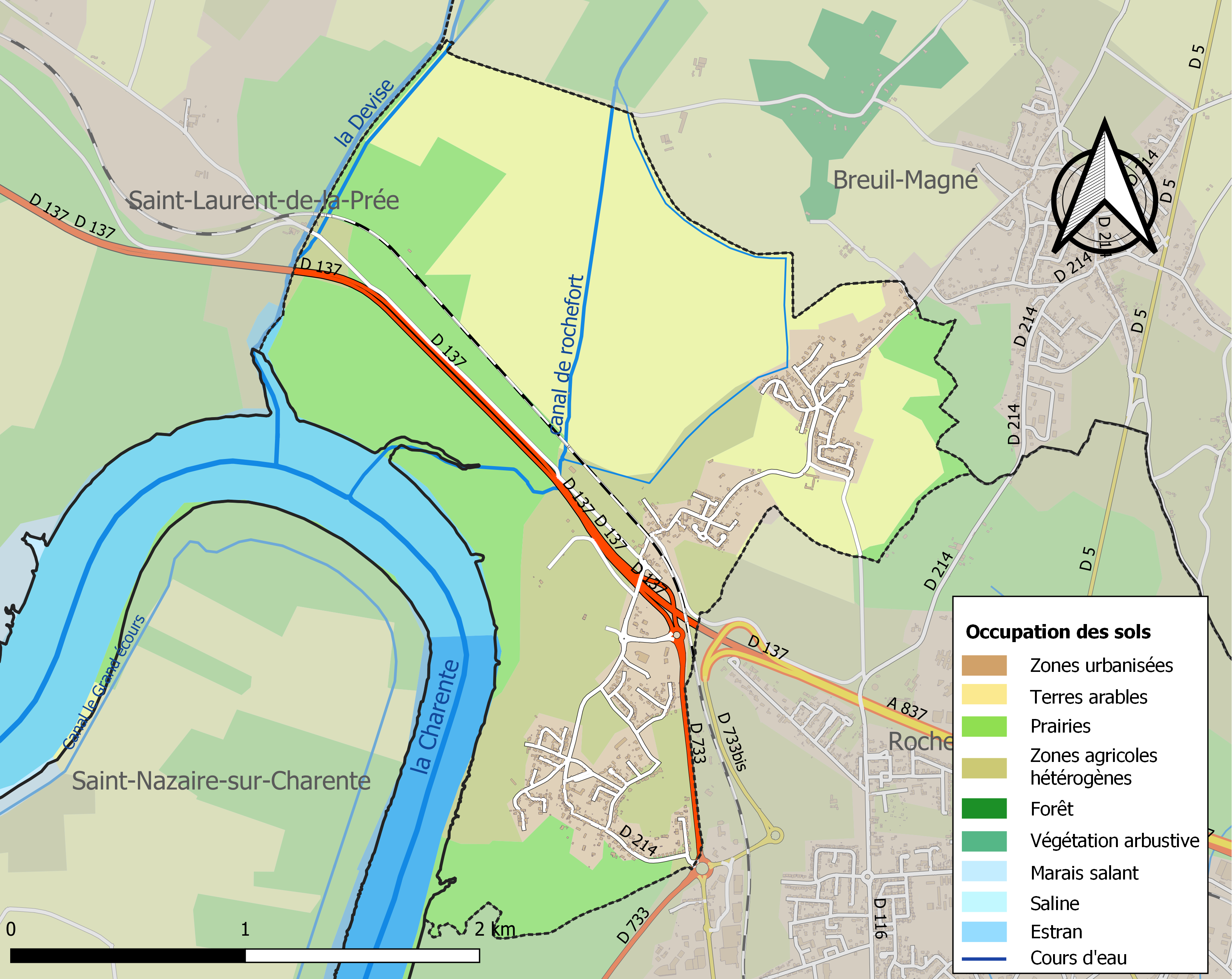
Carte des infrastructures et de l'occupation des sols de la commune en 2018 (CLC).

### Risques majeurs
Le territoire de la commune de Vergeroux est vulnérable à différents aléas naturels : météorologiques (tempête, orage, neige, grand froid, canicule ou sécheresse), inondations, mouvements de terrains et séisme (sismicité modérée). Il est également exposé à un risque technologique, le transport de matières dangereuses. Un site publié par le BRGM permet d'évaluer simplement et rapidement les risques d'un bien localisé soit par son adresse soit par le numéro de sa parcelle.

#### Risques naturels
La commune fait partie du territoire à risques importants d'inondation (TRI) du littoral charentais-maritime, regroupant 40 communes concernées par un risque de submersion marine de la zone côtière, un des 21 TRI qui ont été arrêtés fin 2012 sur le bassin Adour-Garonne et confirmé en 2018 lors du second cycle de la Directive inondation, mais annulé en 2020. Les submersions marines les plus marquantes des XXe et XXIe siècles antérieures à 2019 sont celles liées à la tempête du 9 février 1924, à la tempête du 15 février 1957, aux tempêtes Lothar et Martin des 26 et 27 décembre 1999 et à la tempête Xynthia des 27 et 28 février 2010. D’une violence exceptionnelle, la tempête Xynthia a fortement endommagé le littoral de la Charente Maritime : douze personnes ont perdu la vie (essentiellement par noyade), des centaines de familles ont dû être relogées, et, sur un linéaire de l’ordre de 400 km de côte et de 225 km de défenses contre la mer, environ la moitié de ces ouvrages a subi des dommages plus ou moins importants. C’est environ 5 000 à 6 000 bâtiments qui ont été submergés et 40 000 ha de terres agricoles. La commune a été reconnue en état de catastrophe naturelle au titre des dommages causés par les inondations et coulées de boue survenues en 1982, 1993, 1999, 2010, 2013 et 2016,.

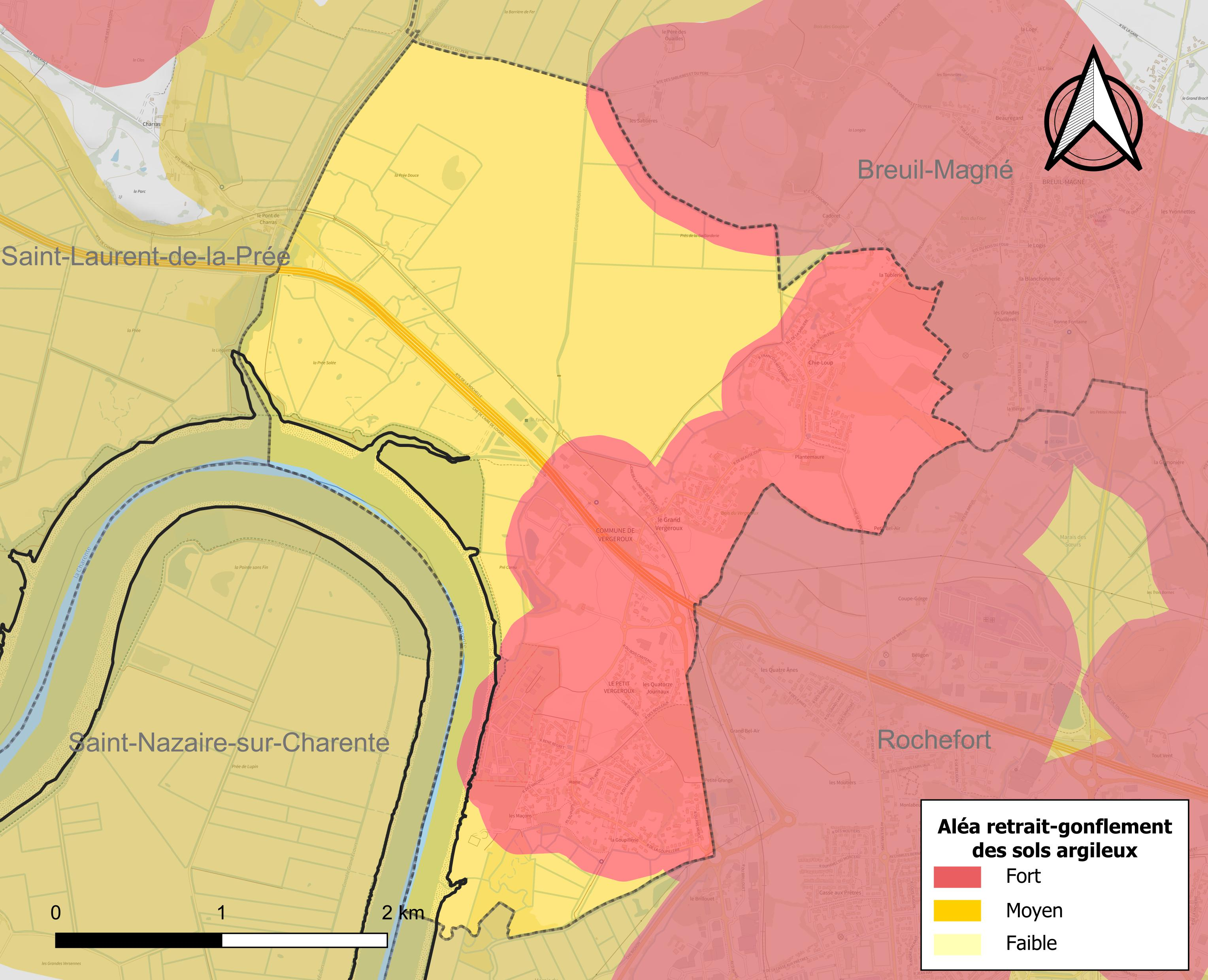
Carte des zones d'aléa retrait-gonflement des sols argileux de Vergeroux.

Les mouvements de terrains susceptibles de se produire sur la commune sont des tassements différentiels.
Le retrait-gonflement des sols argileux est susceptible d'engendrer des dommages importants aux bâtiments en cas d’alternance de périodes de sécheresse et de pluie. 99,4 % de la superficie communale est en aléa moyen ou fort (54,2 % au niveau départemental et 48,5 % au niveau national). Sur les 503 bâtiments dénombrés sur la commune en 2019, 503 sont en aléa moyen ou fort, soit 100 %, à comparer aux 57 % au niveau départemental et 54 % au niveau national. Une cartographie de l'exposition du territoire national au retrait gonflement des sols argileux est disponible sur le site du BRGM,.
Par ailleurs, afin de mieux appréhender le risque d’affaissement de terrain, l'inventaire national des cavités souterraines permet de localiser celles situées sur la commune.
Concernant les mouvements de terrains, la commune a été reconnue en état de catastrophe naturelle au titre des dommages causés par la sécheresse en 1989, 1992, 2002, 2003, 2005, 2011, 2017 et 2018 et par des mouvements de terrain en 1999 et 2010.

#### Risques technologiques
Le risque de transport de matières dangereuses sur la commune est lié à sa traversée par une ou des infrastructures routières ou ferroviaires importantes ou la présence d'une canalisation de transport d'hydrocarbures. Un accident se produisant sur de telles infrastructures est susceptible d’avoir des effets graves sur les biens, les personnes ou l'environnement, selon la nature du matériau transporté. Des dispositions d’urbanisme peuvent être préconisées en conséquence.

## Histoire

### Toponymie
L'origine du nom de Vergeroux retient une hypothèse étymologique :
- du latin viridarium signifiant verger.

### Repères historiques
Le site géologique de Vergeroux est occupé dès le Néolithique, comme le prouve la découverte de silex taillés issus de plusieurs gisements, et une série de fossés parallèles appartenant à une ancienne ferme indigène datant de l’époque gauloise. Au cours de récents travaux effectués, des tessons de poteries datant de la fin de l’indépendance gauloise ont été mis au jour. Près de l’église, la présence de tuiles à rebords indique que le sanctuaire est sans doute construit sur un ancien bâtiment gallo-romain.
En 1674, un projet d’implantation de batteries, en plusieurs emplacements privilégiés permettant de surveiller la Charente jusqu’à son embouchure, fut évoqué. Mais, bien que Vergeroux soit plus près de la mer que Rochefort, et que la Charente soit plus profonde et sans haut fond, le projet fut abandonné pour ne pas déplaire à Colbert[réf. souhaitée].
En 1773, la poudrière de Rochefort, considérée comme trop dangereuse à la suite d'une explosion, est transférée à Vergeroux, annonçant la mise en place de la Pyrotechnie à la fin du XIXe siècle.

## Administration

### Liste des maires
| Période                                  | Période  | Identité    | Étiquette  | Qualité                                        |
| ---------------------------------------- | -------- | ----------- | ---------- | ---------------------------------------------- |
| 1977                                     | 2008     | Michel Fort | PS puis SE | Professeur, conseiller général                 |
| 2008                                     | En cours | Gilles Fort | SE         | Professeur d'histoire et Géographie en Collège |
| Les données manquantes sont à compléter. |          |             |            |                                                |

### Région
À la suite de la réforme administrative de 2014 ramenant le nombre de régions de France métropolitaine de 22 à 13, la commune appartient depuis le 1er janvier 2016 à la région Nouvelle-Aquitaine, dont la capitale est Bordeaux. De 1972 au 31 décembre 2015, elle a appartenu à la région Poitou-Charentes, dont le chef-lieu était Poitiers.

## Population et société

### Démographie

#### Évolution démographique
L'évolution du nombre d'habitants est connue à travers les recensements de la population effectués dans la commune depuis 1793. Pour les communes de moins de 10 000 habitants, une enquête de recensement portant sur toute la population est réalisée tous les cinq ans, les populations de référence des années intermédiaires étant quant à elles estimées par interpolation ou extrapolation. Pour la commune, le premier recensement exhaustif entrant dans le cadre du nouveau dispositif a été réalisé en 2008.

En 2022, la commune comptait 1 285 habitants, en évolution de +7,26 % par rapport à 2016 (Charente-Maritime : +4,04 %, France hors Mayotte : +2,11 %).
| 1793 | 1800 | 1806 | 1821 | 1831 | 1836 | 1841 | 1846 | 1851 |
| ---- | ---- | ---- | ---- | ---- | ---- | ---- | ---- | ---- |
| 152  | 152  | 198  | 213  | 237  | 236  | 241  | 233  | 187  |

| 1856 | 1861 | 1866 | 1872 | 1876 | 1881 | 1886 | 1891 | 1896 |
| ---- | ---- | ---- | ---- | ---- | ---- | ---- | ---- | ---- |
| 242  | 228  | 222  | 240  | 228  | 256  | 320  | 317  | 360  |

| 1901 | 1906 | 1911 | 1921 | 1926 | 1931 | 1936 | 1946 | 1954 |
| ---- | ---- | ---- | ---- | ---- | ---- | ---- | ---- | ---- |
| 376  | 372  | 391  | 343  | 348  | 324  | 333  | 297  | 300  |

| 1962 | 1968 | 1975 | 1982 | 1990 | 1999 | 2006 | 2008 | 2013  |
| ---- | ---- | ---- | ---- | ---- | ---- | ---- | ---- | ----- |
| 336  | 336  | 430  | 529  | 551  | 754  | 942  | 988  | 1 073 |

| 2018  | 2022  | - | - | - | - | - | - | - |
| ----- | ----- | - | - | - | - | - | - | - |
| 1 218 | 1 285 | - | - | - | - | - | - | - |

## Lieux et monuments
- Fort XVIIe siècle abritant la Pyrotechnie de la Marine.
- Façade de l'église Saint-Vivien datant du XIIe siècle à modillon sculpté.

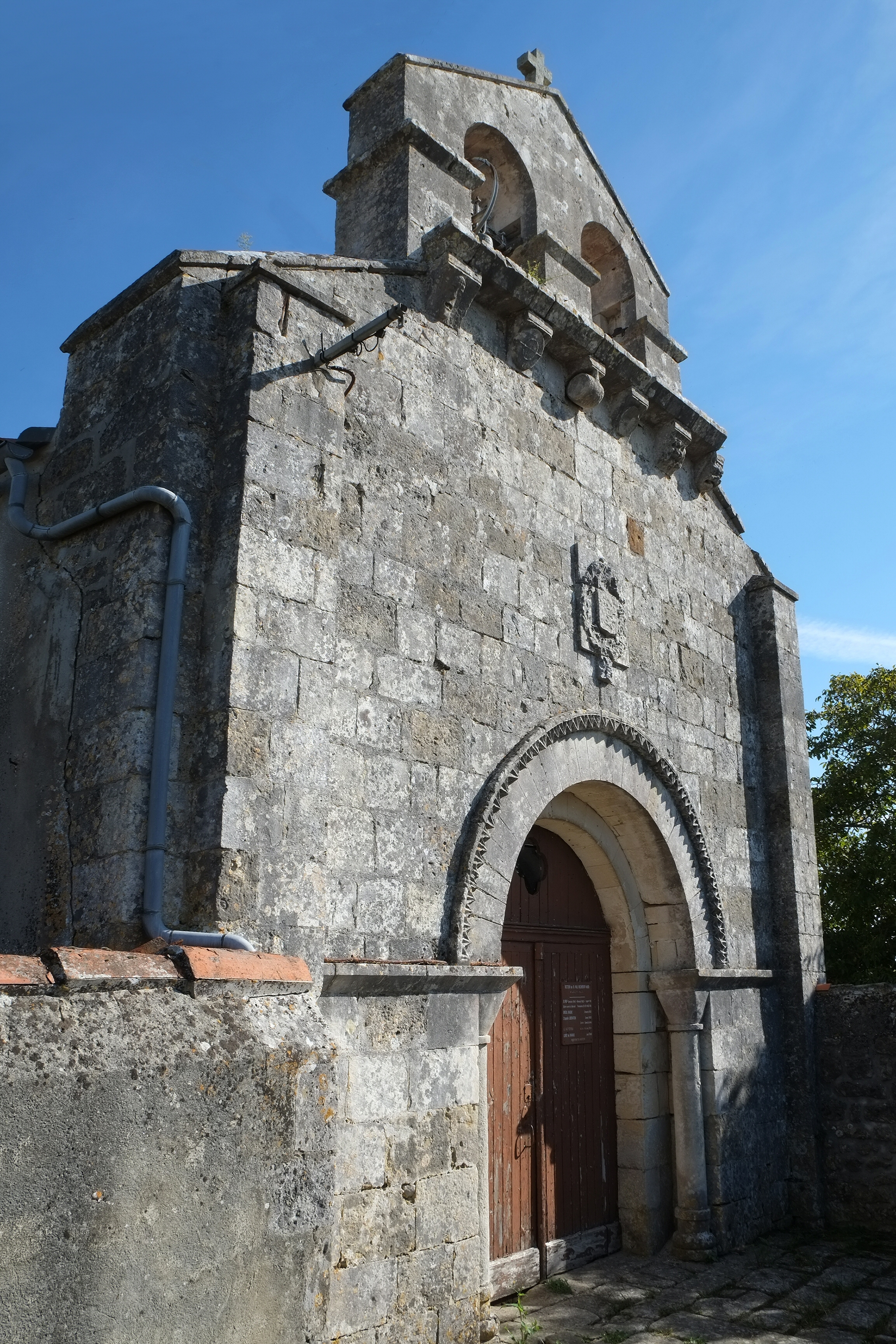
Façade de l'église Saint-Vivien.
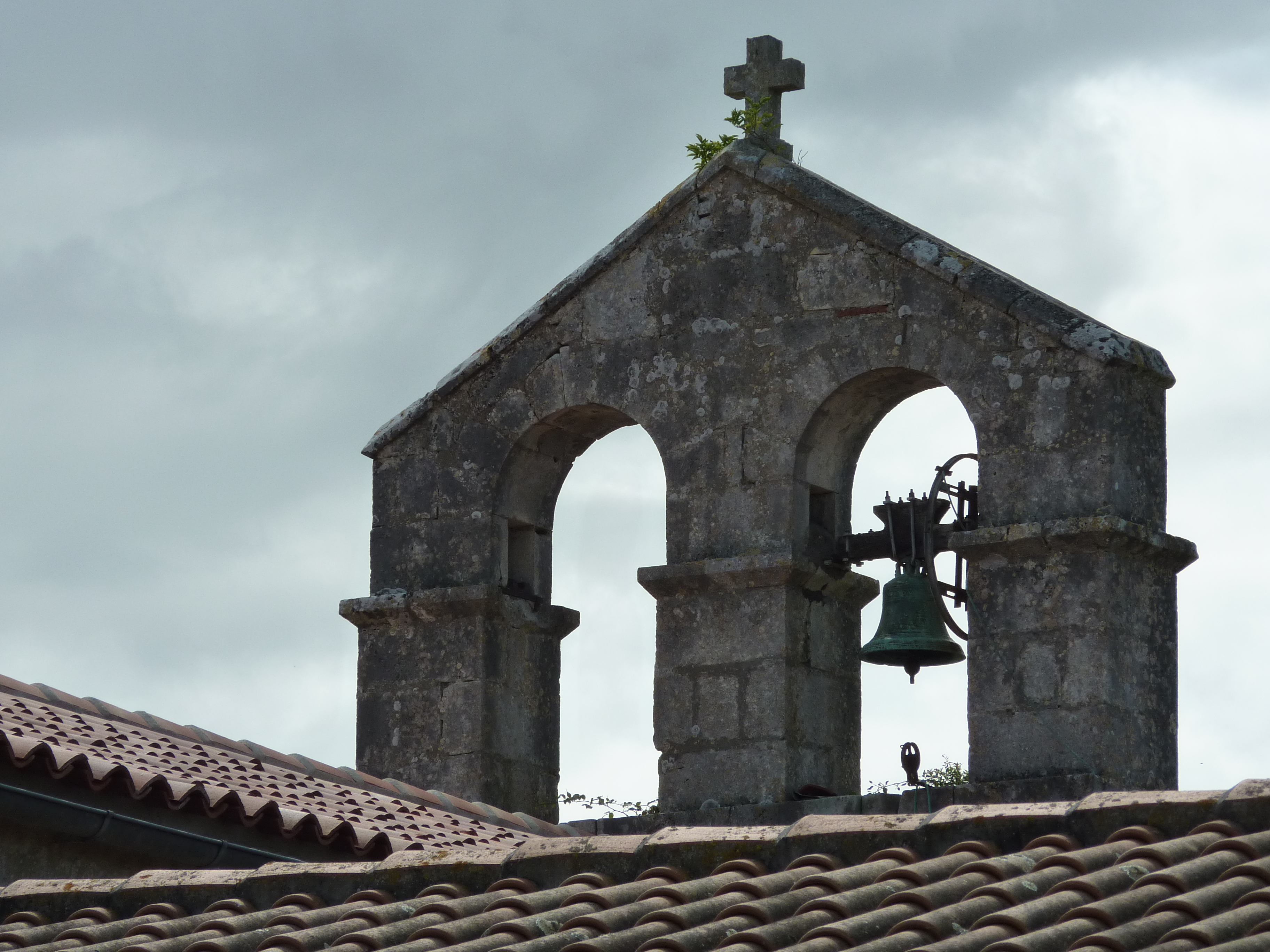
Clocher de l'église.
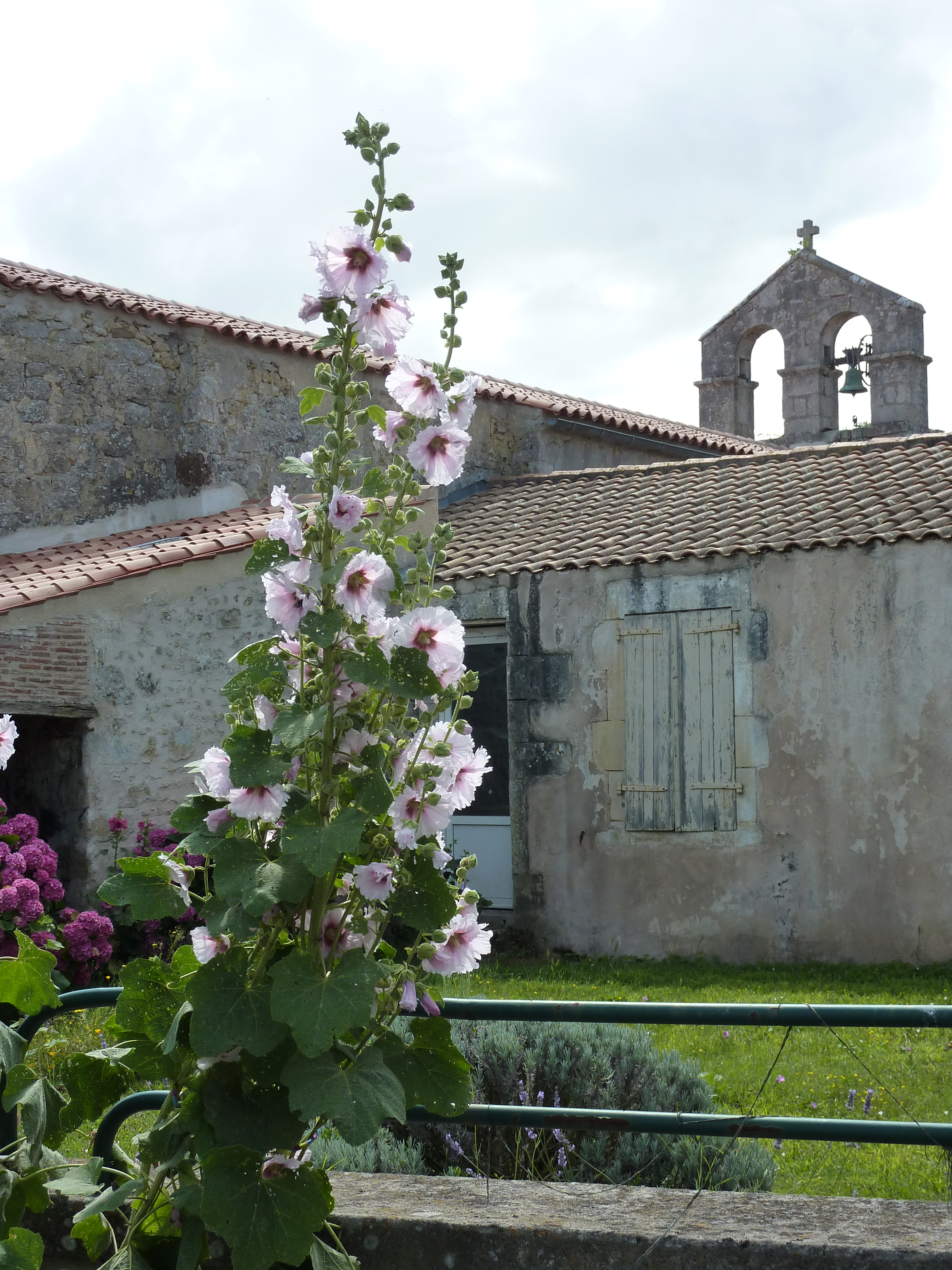
Église et maison ancienne.
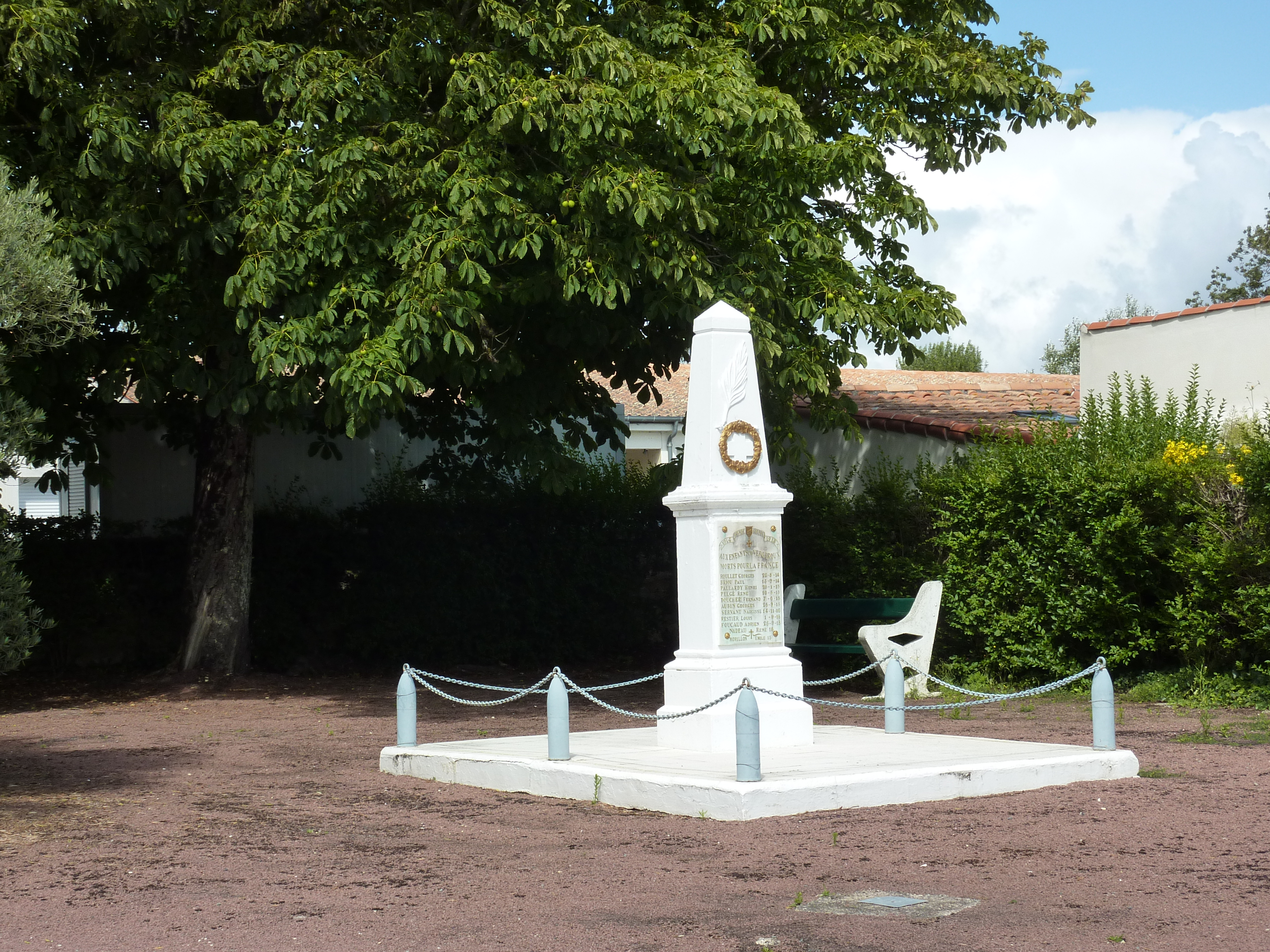
Le monument aux morts.
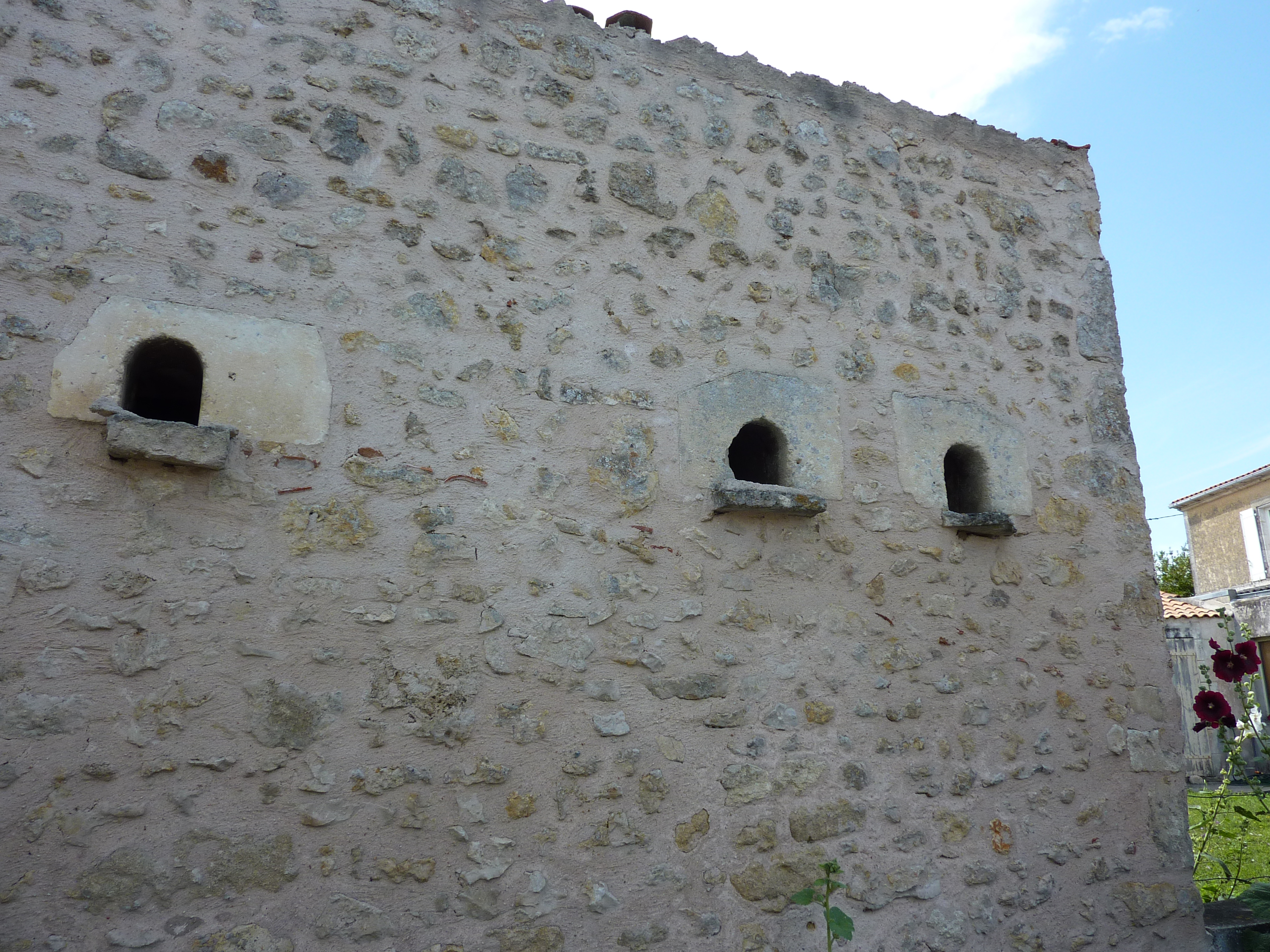
Un pigeonnier.